# Georg Ludwig Lehnes
Georg Ludwig Lehnes (* 17. April 1799 in Neundorf; † 9. Dezember 1849 in Höfen) war ein deutscher Archivschreiber und veröffentlichte zwischen 1833 und 1841 fünf Abhandlungen zur fränkischen Regionalgeschichte. Die Werke des frühen Heimatforschers werden bis in die Gegenwart als wertvolle Grundlagen der heimatgeschichtlichen Forschung angesehen.

## Leben
Georg Ludwig Lehnes wurde am 17. April 1799 als zweiter Sohn von „ganz armen Eltern“ in Neundorf (Gemeinde Aurachtal) bei Herzogenaurach in Mittelfranken geboren. Unter seinen Vorfahren befanden sich lutherische Exulanten aus dem niederösterreichischen Waldviertel, die um 1700 in die Region um Ansbach eingewandert waren. 
Möglicherweise geht der Familienname des Historikers auf einen Schreib- oder Lesefehler zurück. Seine beiden Brüder wurden unter dem Familiennamen „Lehner“ in die Register eingetragen. Dieser Name ist noch bis in die Gegenwart um Herzogenaurach verbreitet. 
Ab 1822 diente Lehnes als Wehrpflichtiger in der königlich bayerischen Armee. Bereits 1825 wurde er allerdings „wegen Kränklichkeit“ aus dem eigentlich sechsjährigen Wehrdienst entlassen. 1822 begann er zusätzlich in Erlangen ein Studium der Fächer Geschichte, Mathematik, Rechts- und Kameralwissenschaft (Verwaltung).
Nach seiner Militärzeit wurde Lehnes für drei Jahre bei der Regierung des Mittelmainkreises angestellt und wechselte anschließend an das Landgericht Neustadt an der Aisch. Der dortige Landrichter stellte ihm am 30. November 1833 ein sehr gutes Zeugnis aus. Lehnes war nach Matthias Salomon Schnizzer (1708) der zweite Chronist der Stadt Neustadt.
1836/37 wurde er nach Rentweinsdorf bei Ebern versetzt, um dort das Familienarchiv der Freiherren von Rotenhan zu ordnen. Der Schlossherr Julius von Rotenhan bescheinigte ihm später in seiner Familienchronik, er habe das „Geschäft“ gut vollendet. 
Anschließend wechselte Lehnes am 1. Dezember 1837 an die Archivkanzlei des Königlichen Archivs in Nürnberg (jetzt: Staatsarchiv Nürnberg). Als Scribent (Schreiber) wurde ihm dort nur der kärgliche Lohn von 45 Kreuzern für jeden Arbeitstag ausbezahlt. Ein Zeugnis berichtet dennoch von „Diensteifer trotz Nahrungssorgen“ und bescheinigt „unverdrossenes Ausharren“. Das Dokument schließt mit dem Gesamturteil: „Befriedigt jede Erwartung und studiert sehr fleißig im Fach Geschichte“. Nach einer weiteren günstigen Beurteilung („in jeder Hinsicht sehr empfehlenswert“) im Jahr 1839 wurde ihm der Titel „Archivfunktionär“ zuerkannt. 
1847 erhielt Lehnes die zweite Offiziantenstelle am Königlichen Archiv Bamberg (jetzt: Staatsarchiv Bamberg). Nur etwa zwei Jahre später starb Georg Ludwig Lehnes am 9. Dezember 1849 in Höfen bei Neudorf. Er wurde nur 50 Jahre alt.
2005 stellte Günter Lipp (Kreisheimatpfleger Landkreis Haßberge) anlässlich des Reprints der Geschichte des Baunachgrundes einen knappen Lebenslauf des Chronisten zusammen. Als Hauptquellen dienten Lipp die Personalakte von Lehnes im Bayerischen Hauptstaatsarchiv in München und im Staatsarchiv Nürnberg.

## Würdigung
Die historischen Arbeiten von Georg Ludwig Lehnes enthalten einige zeitbedingte Fehlinterpretationen, etwa zur Ortsnamenkunde. Als Kind seiner slawophilen Epoche wies er insbesondere einigen Ortsnamen im Baunachtal fälschlicherweise einen slawischen Ursprung zu. 
Trotz dieser Unkorrektheiten sind die Werke des Chronisten unverzichtbare Quellen zur fränkischen Regionalgeschichte, die teilweise als Nachdrucke wieder leichter zugänglich gemacht wurden. Als Archivbeamter hatte Lehnes direkten Zugang zu den ortsgeschichtlichen Akten in bedeutenden öffentlichen und privaten Archiven.  Besondere Verdienste erwarb er sich bei der Neuordnung des Schlossarchives in Rentweinsdorf. Neben den Schriftquellen bezog Lehnes auch die Volkssagen und Legenden in seine Forschungen ein und besuchte die zahlreichen Geschichtsdenkmäler der Region. Aus heutiger Sicht wirkt die Arbeitsweise dieses frühen Heimatchronisten erstaunlich modern.

## Schriften
- Geschichtliche Nachrichten von den Orten und ehemaligen Klöstern Riedfeld, Münchsteinach und Birkenfeld. Neustadt an der Aisch 1833 Digitalisat bei Münchener Digitalisierungszentrum
- Geschichte der Stadt Neustadt an der Aisch. Eine Denkschrift an die vor zweihundert Jahren geschehene Niederbrennung.  Neustadt an der Aisch 1834 (Nachdruck  Neustadt an der Aisch 1921)
- Geschichte der protestantischen Pfarrei und des ehemaligen Benedictiner-Klosters Münchaurach, Königlichen Landgerichts Herzogenaurach, Decanats Markt Erlbach. Mit Beilagen.  Neustadt an der Aisch 1837 (Digitalisat)
- Geschichte des Aurach-, Fembach-, Seebach- und Zenngrundes in Mittel- und Oberfranken. Neustadt an der Aisch 1841. (Nachdruck Neustadt an der Aisch 1983. ISBN 3-923006-20-9)
- Geschichte des Baunach-Grundes in Unterfranken. Würzburg, 1842. (Nachdruck Neustadt an der Aisch, 2005. ISBN 3-89557-251-9). Erstmals erschienen in: Zeitschrift des historischen Vereines von Unterfranken, Bd. 7, Heft 1, 1841